# Ron Thomas
Ron Thomas (7 août 1888 - 30 décembre 1936) est un joueur de tennis australien. 
Il a notamment remporté les Internationaux d'Australie en 1919 et 1920 et le Tournoi de Wimbledon en 1919 en double messieurs (avec Pat O'Hara Wood).

## Palmarès (partiel)

### Titres en simple messieurs
Aucun

### Finales de simple perdues
|   | Date       | Nom et lieu du tournoi               | Catégorie    | Surface | Vainqueur       | Score                   | Tableau |
| - | ---------- | ------------------------------------ | ------------ | ------- | --------------- | ----------------------- | ------- |
| 2 | 15/03/1920 | Australasian Championships, Adélaïde | Grand Chelem | Gazon   | Pat O'Hara Wood | 6-3, 4-6, 6-8, 6-1, 6-3 | Tableau |

### Titres en double messieurs
|   | Date       | Nom et lieu du tournoi              | Catégorie    | Surface | Partenaire      | Finalistes                   | Score                   | Tableau |
| - | ---------- | ----------------------------------- | ------------ | ------- | --------------- | ---------------------------- | ----------------------- | ------- |
| 1 | 19/01/1919 | Australasian Championships Sydney   | Grand Chelem | Gazon   | Pat O'Hara Wood | James Anderson Arthur Lowe   | 7-5, 6-1, 7-9, 3-6, 6-3 | Tableau |
| 2 | 23/06/1919 | The Championships Wimbledon         | Grand Chelem | Gazon   | Pat O'Hara Wood | Rodney Heath Randolph Lycett | 6–4, 6–2, 4–6, 6–2      | Tableau |
| 3 | 15/03/1920 | Australasian Championships Adélaïde | Grand Chelem | Gazon   | Pat O'Hara Wood | Horace Rice Ray Taylor       | 6-1, 6-0, 7-5           | Tableau |

### Finales en double messieurs
Aucune

### Titres en double mixte
Aucun

### Finales en double mixte
Aucune